# Talinum fruticosum
Talinum fruticosum är en flerårig tvåhjärtbladig växtart som först beskrevs av den franske botanikern Antoine-Laurent de Jussieu. Den ingår i släktet taliner och familjen talinumväxter.
Talinum triangulare sågs tidigare som en egen art, men anses vara homotypisk med T. fruticosum.

## Utbredning
Arten förekommer i Mexiko, Västindien, Centralamerika och stora deler av Sydamerika. Den odlas i tropiska regioner som bladgrönsak.

## Beskrivning
Plantan är rak, upptill en meter hög (30–100 cm), har rosa blommor och köttiga blad.